# Franz Schlör
Franz Schlör (* 28. Januar 1853 in Barth; † 1934) war ein deutscher Industrieller.

## Leben
Schlör übernahm im April 1888 die Maschinenfabrik und Eisengießerei von Franz Kobes in Barth, die er von Schiffsreparaturen auf den Bau von landwirtschaftlichen Maschinen umstellte. Als sein Unternehmen 1890 mit der Pommerschen Eisengießerei und Maschinenfabrik AG in Stralsund fusionierte, trat Schlör auch dort in den Vorstand ein und übernahm die Gesamtleitung. Daneben war er Mitgründer der Barther Aktien-Dampfmühle und der Barther Jutespinnerei und stand in beiden Firmen dem Aufsichtsrat vor. Ebenso war er seit 1893 Mitglied des Aufsichtsrats der Barther Zuckerfabrik und Vorstandsmitglied der Zuckerhansa in Stralsund seit deren Gründung. Auch an der Gründung der Stralsunder Tageblatt GmbH war er beteiligt und gehörte seitdem dem Gesamtvorstand an.
Schlör war Mitglied des Vorstandes der Eisen- und Stahlberufsgenossenschaft.